# Siège d'Algésiras (1350)
Pour les articles homonymes, voir siège d'Algésiras.
Batailles
Le siège d'Algésiras en 1350 est un conflit qui a eu lieu après la mort d'Alphonse XI lorsque le comte Henri de Trastamare, fils illégitime du roi et de Leonor de Guzmán, candidat au trône de Castille, se retranche avec plusieurs de ses fidèles dans la médina d'Algésiras en prévision des représailles que Pierre Ier, récemment proclamé, pourrait exercer contre eux.
Après que les rebelles d'Algésiras se soient renforcés grâce au soutien du maire Pedro Ponce de León (Le vieux) (es) à la cause trastamariste, le roi de Castille a envoyé le chevalier Lope de Cañizares pour contacter ceux qui lui étaient fidèles et qui pouvaient rester dans la ville. Ces derniers déclarèrent qu'ils prendraient les armes contre les conspirateurs si des renforts leur étaient envoyés au nom du roi. C'est ainsi que Pierre Ier envoya contre la ville une forte flotte et une troupe d'infanterie dirigée par Gutierre Fernández de Tolède, qui mirent le siège autour de la médina, permettant au parti du roi d'en expulser les rebelles.

## Prémices
Le 26 mars 1350, le roi de Castille, Alphonse XI, meurt avec l’épidémie de peste noire qui ravage l’Europe alors qu’il gouvernait depuis le siège de la cite de Gibraltar, alors aux mains des Mérinides. Une fois que sa dépouille fut transportée du palais royal où il résidait alors jusqu’aux abords de la cité voisine d’Algeciras, sa maîtresse, Leonor de Guzmán, les trois fils les plus âgés qu’il eut avec elle et qui l’accompagnaient dans cette entreprise (Henri, Fabrique et Tello) ainsi que plusieurs nobles, membres de la cour royale (Enrique Enríquez (es), Comte de Trastamare (es) et son fils  Fernando Enríquez, Juan Alfonso de Guzmán, Alvar Pérez de Guzmán, seigneur d’Olvera, Fernando Pérez Ponce de León (es) et Pedro Ponce de León le vieux (es), préfet d’Algeciras) décidèrent de transférer son corps à Séville pour l’enterrer dans l’église de Sainte-Marie-Madeleine aux côtés de son père Ferdinand IV malgré sa volonté d’être mis en terre à Cordoue.
Ni l’épouse du roi, Marie du Portugal, ni le fils légitime du trône de Castille, Pierre Ier, ne prirent part à cette décision et qui, jusqu'au moment de sa mort, Alphonse XI maintenait une relation distante avec le nouveau roi et la reine mère. Malgré cela, le nouveau roi et la reine mère furent rapidement informés de son décès et ils statuèrent d’attendre le cortège mortuaire à Séville avec le reste de la cour.
Sur le chemin de Séville, la procession funéraire passa par le voisinage de la cité de Médina-Sidonia, appartenant à Leonor de Guzman et administrée par Alfonso Fernández Coronel (es), un noble qui avait gagné sa confiance. A la demande de la maîtresse du roi, plusieurs hauts personnages du royaume, y compris plusieurs proches bien que n’étant pas les enfants illégitimes du roi, entrèrent dans la ville pour se réunir et tenir un conseil. Leonor de Guzman, craignant de perdre avec la mort d’Alphonse XI, tous les privilèges qu’elle et ses enfants avaient acquis, déclara devant toute cette assemblée réunie, que comme ses enfants légitimes, la couronne de Castille n’appartenait pas à l’infant Pierre mais au plus âgé d’entre eux, et demanda d’être soutenue dans cette cause.
Cette conspiration soudaine a dû être un choc pour les personnes présentes car à ce moment-là aucune d'entre elles ne s'exprima ouvertement en faveur de Leonor, peut-être en raison de la nature sensible et dangereuse du sujet, ce qui a conduit à une dispute. Lorsque la trahison s'est répandue dans le cortège transportant la dépouille mortelle du roi, João Afonso de Albuquerque, cousin d'Alfonso IX et intendant en chef de la reine Marie, entra dans les murs de la ville et accusa Leonor et tous ceux qui s’y été assemblés de traîtres, les considérant comme prisonniers jusqu'à ce que le roi se prononce sur cette affaire.45
Face à l'agitation causée par la conspiration parmi les chevaliers qui composaient l'entourage royal, Juan Nuñez de Lara, l'intendant en chef du roi, réussit à dissuader Leonor de Guzmán de sa décision et à lui accorder sa protection afin qu'elle puisse à nouveau rejoindre le cortège funèbre et se rendre à Séville. Ses fils et les fidèles à sa cause ne jugeaient cependant pas prudent de poursuivre le voyage car, même si beaucoup d’entre eux n’avaient même pas participé à la coalition rebelle, ils présageaient que ses répercussions finiraient par les affecter.45
Après avoir quitté la ville de Medina Sidonia, les principaux conspirateurs décidèrent de se retirer dans les places fortes sous leur contrôle en prévision des représailles de Pierre Ier. Les fils d'Alphonse XI et de Leonor de Guzmán, Henri et Fadrique, et certains de leurs proches (dont Pedro Ponce de León, Fernando Ponce de León et Alvar Pérez de Guzmán) décidèrent de se rendre au château de Morón appartenant à l'Ordre d'Alcántara et gouverné par un Maître de cet Ordre, Fernando Pérez Ponce. Une fois sur place, ils ne considéraient pas cette destination comme sûre et Fadrique prit la route du Maestrazgo de Santiago, Alvar Pérez de Guzmán se dirigea vers Olvera et Henri, Fernando Enríquez et Pedro Ponce de León se dirigèrent vers Algeciras où ce dernier était maire et où ils pouvaient compter sur des troupes fidèles.591011
Deux jours après les événements de Medina Sidonia, le cortège funèbre, accompagné de Leonor de Guzmán, et après avoir traversé la ville de Jerez de la Frontera, arriva à Séville et rejoignit le jeune roi et sa mère.3
Les funérailles du défunt Alphonse se déroulèrent dans l’église de Sainte-Marie-Madeleine de Séville sans aucune répercussion sur la conspiration ou sur les menaces représentées par Juan Alfonso de Alburquerque.

## Siège

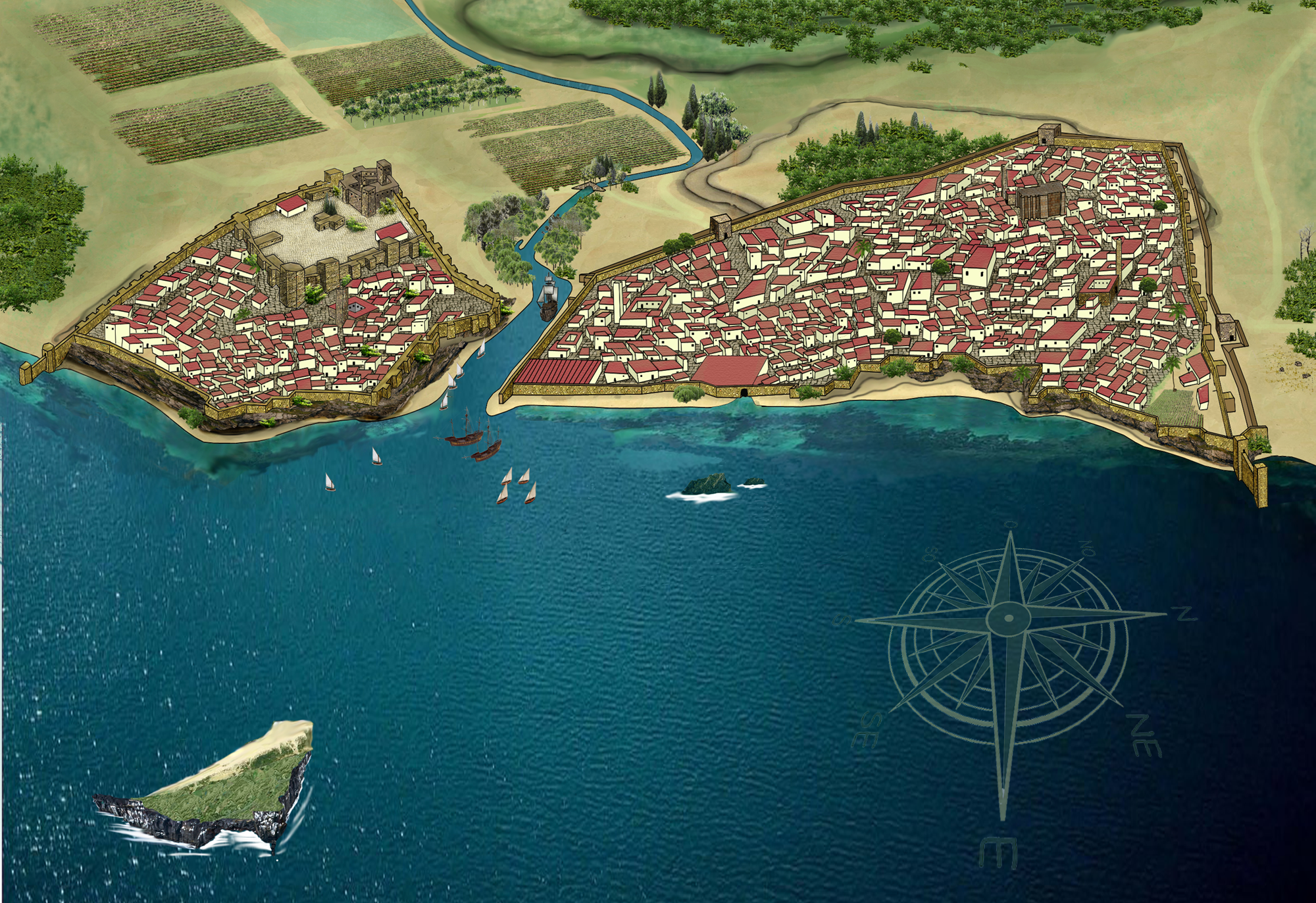
Reconstitution des deux médinas d'Algésiras au XIVe siècle. A gauche la Ville Neuve et à droite la Ville Vieille. Entre les deux se trouve la rivière Miel et devant elle se trouve l'île verte.

Dans les jours qui suivirent la défection du parti des Guzman, Pierre Ier commença à prendre des mesures contre les conspirateurs. À Séville, il emprisonna Leonor et l'enferma dans la prison du Palais Royal pendant qu'il décidait de ce qu'il fallait faire de ceux qui avaient gagné en force sur les différentes places.
Il accorda une importance particulière aux conspirateurs d'Algésiras car cette ville était la principale ville prise par les rebelles mais aussi une importante place forte, de plus située à la frontière avec le royaume de Grenade et à proximité des Benimerines de Gibraltar et d'Afrique du Nord. Après avoir reçu la nouvelle que ses demi-frères et ses fidèles rebelles s'étaient emparés d'Algésiras, bien implantés dans la place et persécutant ceux qui étaient contre leur cause, Pierre Ier voulut envoyer un émissaire pour établir un contact avec le parti royaliste encore présent dans la médina.15
Il envoya dans la ville le chevalier Lope de Cañizares qui était lieutenant de la tour de Carthagène ou Carteia10, une place située à proximité de la ville et qui avait été conquise par son père lors du siège d'Algésiras en 1344.15
Lope de Cañizares put entrer dans la ville incognito malgré le fait que les partisans d'Henri avaient pris position sur toutes les portes et exerçaient un contrôle strict sur la population. À l'intérieur de la médina, il prit contact avec ceux qu'il savait fidèles à Pierre. Ces derniers confirmèrent l'état de la ville et la certitude qu'il disposait encore d'un grand nombre de vassaux fidèles à l'intérieur des murs. Les Pétristes assuraient aussi que si des troupes étaient envoyées dans la ville, ils se soulèveraient de l’intérieur contre les rebelles.15
Après avoir appris cela, Lope de Cañizares tenta de retourner à Séville pour informer le roi, mais il fut découvert par les insurgés et dut se réfugier dans la maison d'un des chevaliers fidèles à Pierre avec qui il avait précédemment parlé. Dans toute la ville les gardes le cherchaient et organisèrent des contrôles accrus aux portes de la médina. Voyant que le filet se resserrait autour de lui, le parti loyaliste l'aida à s'échapper pendant la nuit à l'aide de cordes depuis le chemin de ronde vers l'extérieur.15
De retour à Séville, Lope de Cañizares rencontra le roi et lui raconta tout ce qui s'était passé à Algésiras et comment la ville avait été prise par les conspirateurs. Pour appuyer la véracité de son récit, il montra les blessures aux mains causées par la corde grâce à laquelle il s'était échappé. Après avoir consulté son conseil, le roi Pierre envoya un de ses fidèles chevaliers Gutierre Fernández de Tolède, Chef de la Garde personnelle du roi (es) et chevalier de l'Ordre de la Bande,16 pour armer les galères de la flotte qui se trouvait à Séville prévue pour faire la guerre aux musulmans et embarquèrent pour Algésiras pour la reprendre en son nom.1718
En arrivant dans la baie d'Algésiras, la flotte commandée Gutierre Fernández s'approcha des murs de la ville et commença à débarquer des troupes à proximité. Dès qu'ils virent la médina complètement entourée aussi bien par terre et par mer, les loyalistes à l'intérieur de la ville se sentirent galvanisés et se sachant soutenus par le roi, ils se soulevèrent contre le parti des Trastamare. Ils prirent les rues et la forteresse en criant Castille, Castille, pour le roi Don Pedro.1718
Depuis l'extérieur de la ville, Gutierre Fernández, commandant en chef des troupes, exigea que les mutins abandonnent la ville sous la menace d'y entrer par la force.19 Le comte Henri II et Pedro Ponce voyant que, malgré leur supériorité, les troupes qui se trouvaient à l'intérieur de la ville n'étaient rien en comparaison avec les renforts envoyés de Séville et ils décidèrent d'abandonner Algésiras avec beaucoup de leurs compagnons qui leur étaient fidèles par l'une des portes dont ils avaient conserver le contrôle pour s'échapper vers Morón.172011
Après l'abandon de la ville par les forces trastamaristes, Gutierre Fernández de Tolède y entra au nom du roi de Castille et envoya son écuyer à Séville pour informer la cour de la fuite d'Henri II et de la prise d'Algésiras. En récompense de ses services et de sa fidélité, le roi confia la ville à Gutierre, mais le chevalier renonça car il voulait rester proche de la cour royale.17